# Audi R8
Audi R8 je supersportovní automobil automobilky Audi vyráběný od roku 2007. Vůz je vybaven jako vůbec první model značky motorem uloženým uprostřed. Dostupné jsou dvě verze. R8 je postaveno na prototypu Audi Le Mans quattro, který byl uveden na Frankfurtském autosalonu (IAA) již v roce 2003.
Poněvadž Lamborghini patří koncernu Volkswagen, do R8 je vedle motoru 4.2 V8 od Audi taktéž nabízen motor 5.2 V10 od Lamborghini. R8 je stejně klidné, pohodlné a vhodné pro každodenní použití, jako jeho konkurent Porsche. Interiér je navržen pro pohodlí. Je vyroben z kůže, hliníku a karbonových vláken. V současné době (rok 2010) se objevila na trhu novinka Audi R8 GT, které je celé z karbonových vláken. Auto díky tomu lehčí, tak i rychlejší, konstruktéři si pohráli i s převodovkou, která je přesnější a rychlejší. I přesto, že automobil je velmi nízký, uvnitř je překvapivě mnoho místa na hlavu.[zdroj⁠?!]

## Odvozené vozy
Přestavbou vozu Audi R8 byl vyroben v roce 2016 představený český supersport HN R200 z dílny Hoffmann&Novague.